# Heinrich Josef Guthnick
Heinrich Josef Guthnick (22 de noviembre de 1800 - 21 de marzo de 1880) fue un naturalista y botánico suizo.
Hijo de un cirujano, se casó con Wilhelmine Julie Adelheid Hörning. Tuvo su farmacia en Thoune, en 1829, luego pasó a Berna de 1835 a 1850. Estudió la flora de los Alpes, participando en la vida del Museo de Historia natural de Francia, de 1859 a 1880, y codirige el jardín botánico de 1852 a 1859.

## Honores
- La abreviatura «Guthnick» se emplea para indicar a Heinrich Josef Guthnick como autoridad en la descripción y clasificación científica de los vegetales.[1]